# Portada/article abril 25

## Metro de Londres
El Metro de Londres (popularment conegut com the Tube) és un sistema de metro o ferrocarril metropolità de trànsit ràpid del Gran Londres (regió metropolitana de Londres) i algunes àrees properes com Essex, Hertfordshire i Buckinghamshire a Anglaterra (Regne Unit). El primer tram es va obrir el 1863, de manera que es va convertir en la primera xarxa de metro del món, i el 1890, en la primera a utilitzar trens elèctrics. Habitualment és anomenat el tub (the Tube) per la forma que tenen els túnels, tot i que el 55% de la xarxa no és subterrània.
El metro té 270 estacions i aproximadament 400 km de vies (250 milles). És la xarxa de metro més extensa del món pel que fa a quilómetres de vies i nombre d'estacions. El 2007 es van registrar mil milions de passatgers. El mapa del metro, amb el seu esquema de disseny no geogràfic i de codi de colors de línies, es considera un disseny clàssic, i molts altres mitjans de transport de tot el món han estat influenciats per aquest.